# Embedded journalism

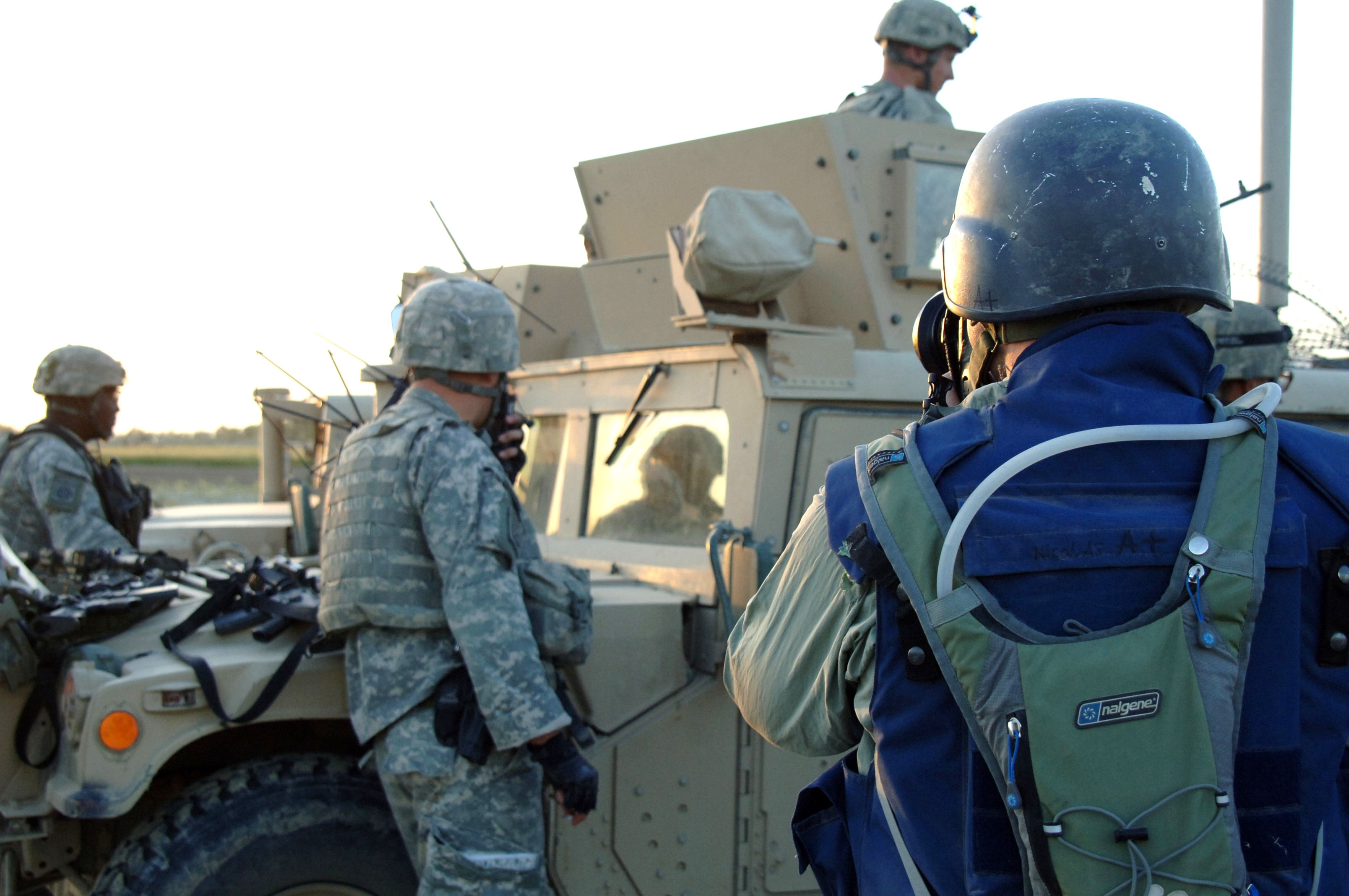
„Embedovaný“ novinář fotografuje americké vojáky, Panama, červen 2007

Termín embedded journalism (převzatý z angličtiny; v češtině přibližně: vložený žurnalismus) popisuje fenomén, ve kterém jsou novináři přidruženi k vojenským jednotkám během válečného konfliktu, tráví s vojáky prakticky 24 hodin denně, absolvují spolu s nimi téměř vše, co absolvují samotní vojáci, a mezi tím sbírají a zpracovávají materiál pro přinášení zpráv.

## Specifika
Tento typ „akčního“ žurnalismu existoval již po mnoho let (ve značné míře během Války ve Vietnamu a dá se říci, že v několika případech i během II. světové války či dokonce ještě předtím), nicméně jako „embedded journalism“ se o něm mluví po první Válce v Zálivu v roce 1990-1991, kdy Pentagon vyhověl tlaku hlavních komerčních amerických médií na možnost získávat vlastní materiál pro své zprávy. V plné síle zaplavil embedded journalism poprvé obrazovky zpravodajských stanic až se začátkem invaze do Iráku na jaře 2003.
Jedná se typicky fenomén Spojených států amerických a jejich médií, novináři jiných národností (z nich v největší míře asi Britové) jsou „embedováni“ řádově mnohem méně.

## Úskalí a kritika
Novináři a zpravodajci „vložení“ do vojenských jednotek (většinou těch pozemních, pěchotních) s vojáky nezřídka absolvují trénink (nebo nějakou jeho část), různá cvičení a kurzy (např. přežití a adaptace v daných podmínkách). Dříve nebo později s nimi zažijí některé bojové operace nebo krizové situace, kdy si okolnosti vynutí, aby sami přiložili ruku k dílu. Se společně zažitými vypjatými okamžiky a dobrodružstvími postupně a neodvratně (aniž by tomu sami mohli poručit) dochází k určitému empatickému semknutí s těmito vojáky, spřátelení, větší neformálnosti, familiérnosti, žoviálnosti. Osudy vojáků z přidělené jednotky se stanou osobními (zranění nebo smrt kohokoli z vojáků, který je nyní novináři mnohem bližší, podvědomě doprovází mnohem odabstrahovaný soucit a povědomá nenávist vůči tomu, kdo toto způsobil). Zpravodajci se nechávají vtáhnout do světa sofistikovaných zbraní a útočné techniky, a po určitém čase stráveném s jednotkou, ke které byli přiděleni, o ní referují jako „my“ (…Včera jsme byli tam a tam; nyní se blížíme do té a té lokality…). Dokonce jsou v tom svými zpravodajskými stanicemi a nadřízenými podporování a povzbuzováni, stejně jako kameramani k tomu, aby záběry z bojiště točili ve více „akčním“ stylu (tj. více pohybu, více dramatu, „1st person“ záběry, atd.). Řada novinářů ve zpětném pohledu o svém „embedovaném“ období mluví v tom smyslu, že se nechali ovlivnit city, které byly silnější než jejich smysl pro profesionální zpravodajství, a po určité době s jednotkou se stali cenzory svých vlastních zpráv.